# Samuel S. Cox
Samuel Sullivan Cox, född den 30 september 1824 i Zanesville, Ohio, död den 10 september 1889 i New York, var en amerikansk politiker och författare.
Cox blev 1853 utgivare av den inflytelserika tidningen "Statesman" i Columbus, Ohio, var 1855-56 legationssekreterare i Lima och var kongressmedlem åren 1857-65, 1868-75 och 1880-85, varunder han kraftigt uppträdde för filantropiska reformer. Åren 1885-86 var han Förenta staternas minister i Konstantinopel. Cox åtnjöt stort anseende som livlig reseskildrare. En 1882 företagen resa genom Sverige, Norge, Ryssland, Turkiet, Syrien och Egypten skildrade han i Arctic sunbeams (1882) och Orient sunbeams (samma år). Bland hans övriga arbeten märks Three decades of federal legislation, 1855 to 1885 (1886) och The diversions of a diplomat in Turkey (1887).